# Aleksander Ludwik Radziwiłł
Książę Aleksander Ludwik Radziwiłł herbu Trąby (ur. 4 sierpnia 1594 w Nieświeżu, zm. 30 marca 1654 w Bolonii) – marszałek wielki litewski w latach 1637–1654, marszałek nadworny litewski od 1635, wojewoda połocki, wojewoda brzeskolitewski od 1631, krajczy wielki litewski od 1630, stolnik wielki litewski od 1626, starosta słonimski, lipicki, szadowski, nowowolski, jurborski i olicki, V ordynat nieświeski, hrabia szydłowiecki, ekonom szawelski w latach 1635-1654, ekonom olicki w latach 1643-1654. 
Był synem Mikołaja Krzysztofa zwanego Sierotką, bratem: Jana Jerzego, Zygmunta Karola, Albrechta Władysława, ojciec: Dominika Mikołaja i Michała Kazimierza. W 1616 roku po ojcu odziedziczył Białą Podlaską, którą uczynił swoją główną siedzibą. Z tego powodu wybudował tam nowy pałac otoczony fortyfikacjami bastionowymi.
Poseł na sejm zwyczajny 1623 roku. Poseł na sejm nadzwyczajny 1626 roku i sejm 1627 roku z powiatu brzeskolitewskiego. Podpisał pacta conventa Władysława IV Wazy w 1632 roku. W czasie elekcji 1648 roku został sędzią generalnego sądu kapturowego. Podpisał pacta conventa Jana II Kazimierza Wazy w 1648 roku.
II pan na Białej – jej właściciel w latach 1616–1654, jego zasługi dla miasta to:
- odnowienie przywileju na lokację miasta na prawie magdeburskim
- 1628 r. z inicjatywy ks. Krzysztofa Ciborowicza Wilskiego (kanonika i oficjała brzeskiego) powołał Akademię Bialską
- 1625 r. – jego żona, księżna Tekla Wołłowiczówna, ufundowała kaplicę różańcową przy kościele św. Anny.
- 1633 – rozpoczął budowę nowego zamku w Białej Podlaskiej
- 1650 około – dobudował galerię do zamku w Nieświeżu

## Galeria

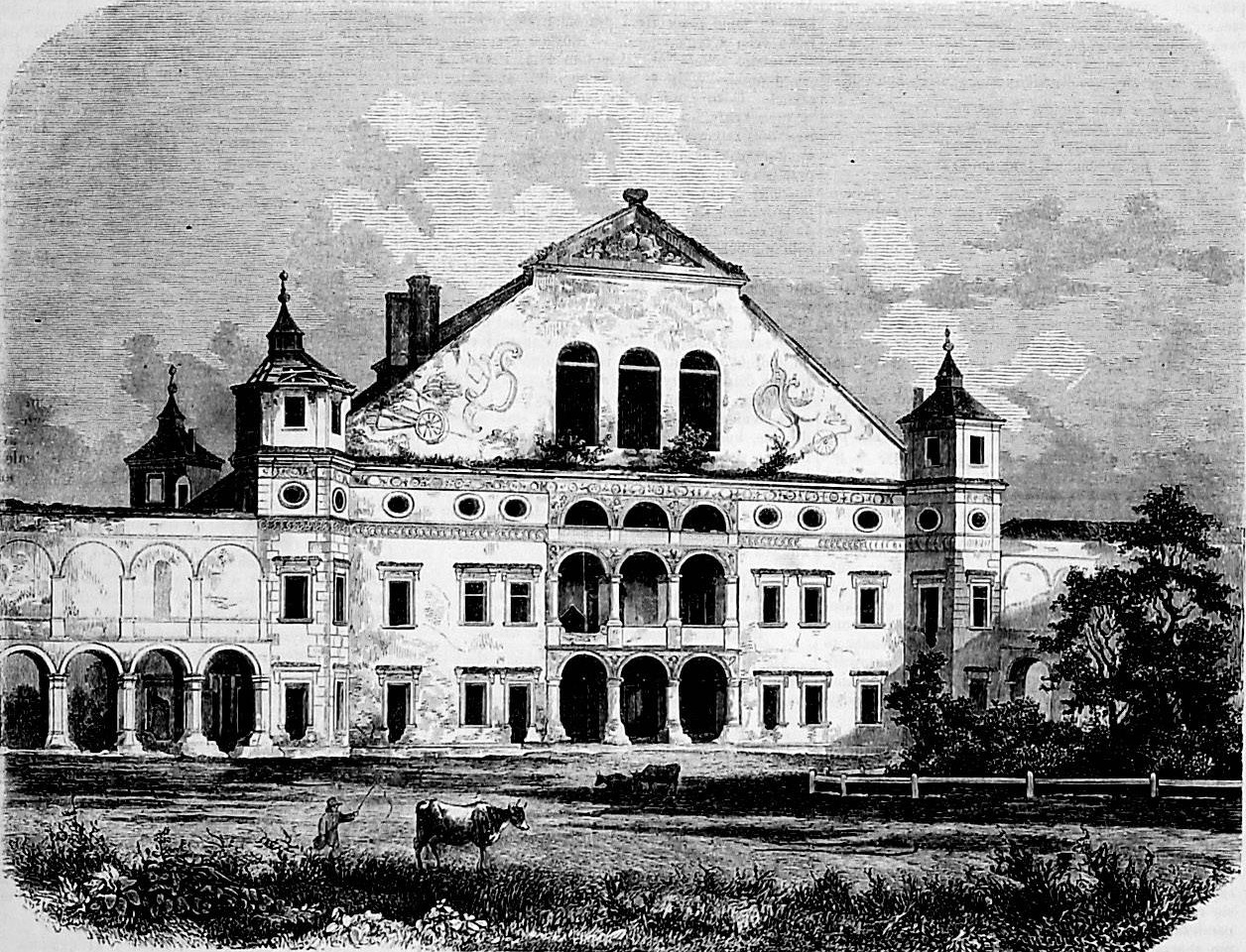
Pałac Aleksandra Ludwika Radziwiłła wybudowany przez niego w Białej Podlaskiej
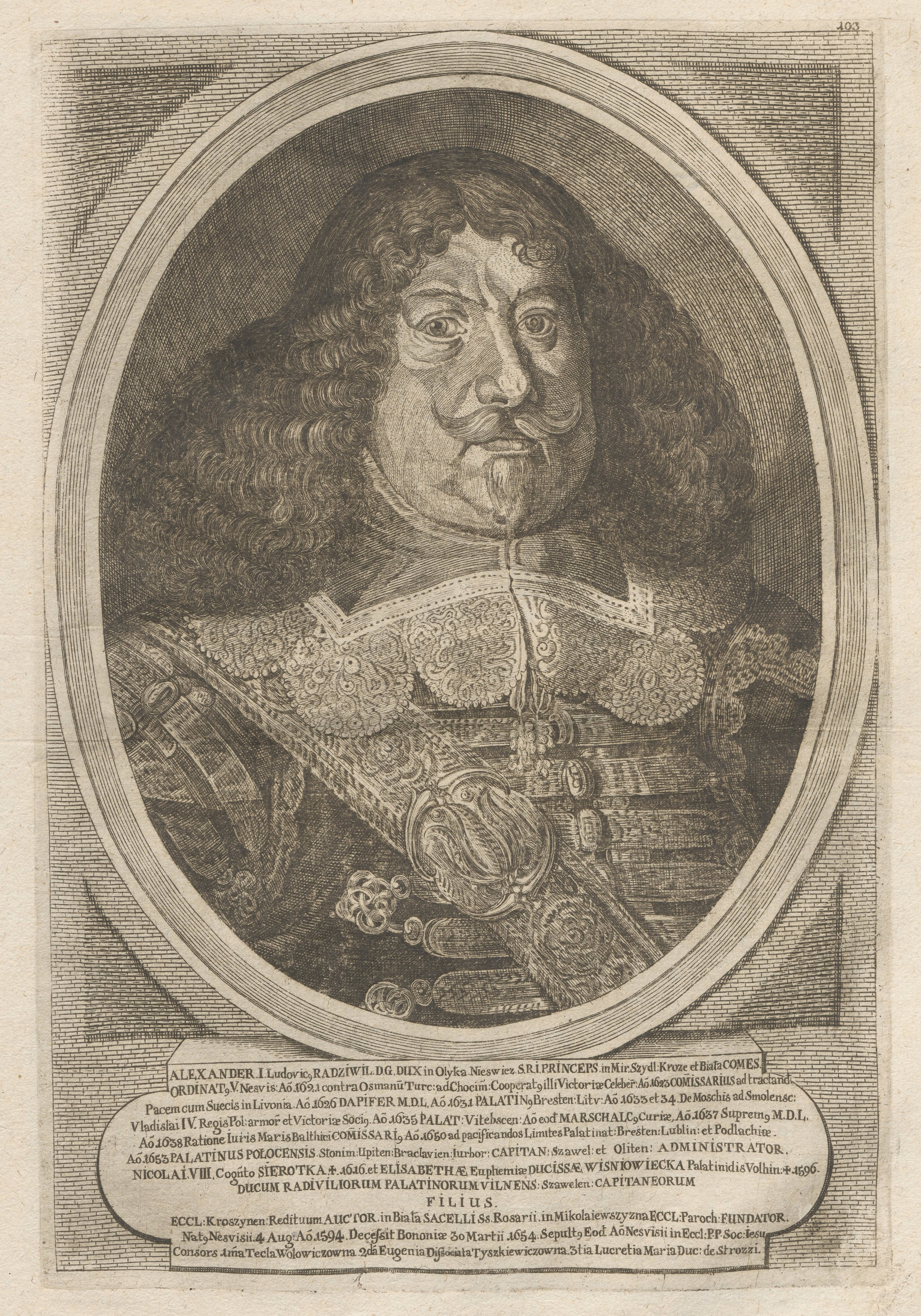
Aleksander Ludwik Radziwiłł
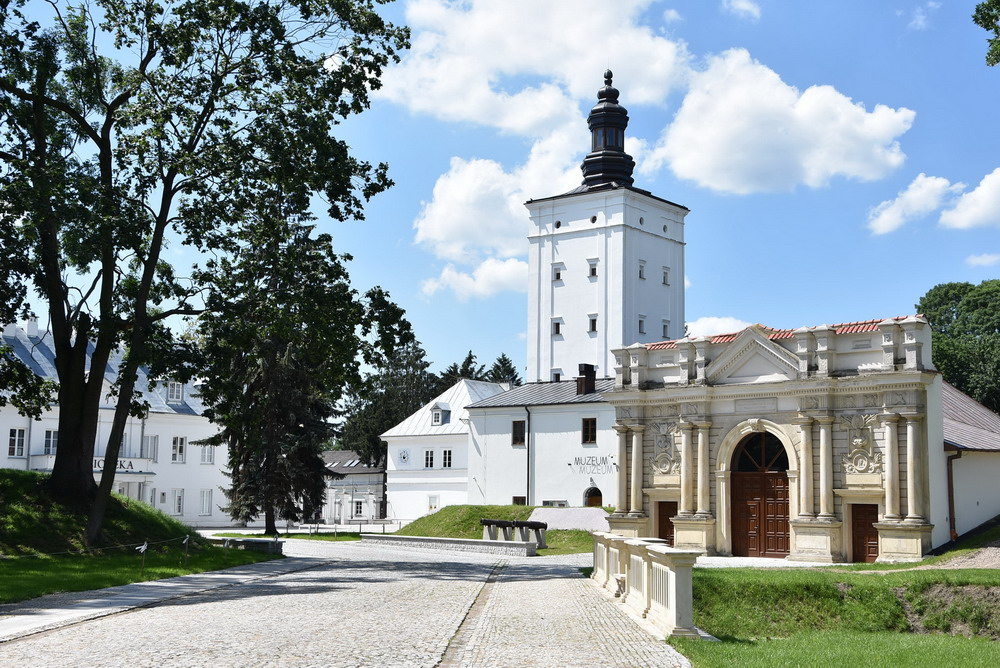
Wejście na zamek w Białej
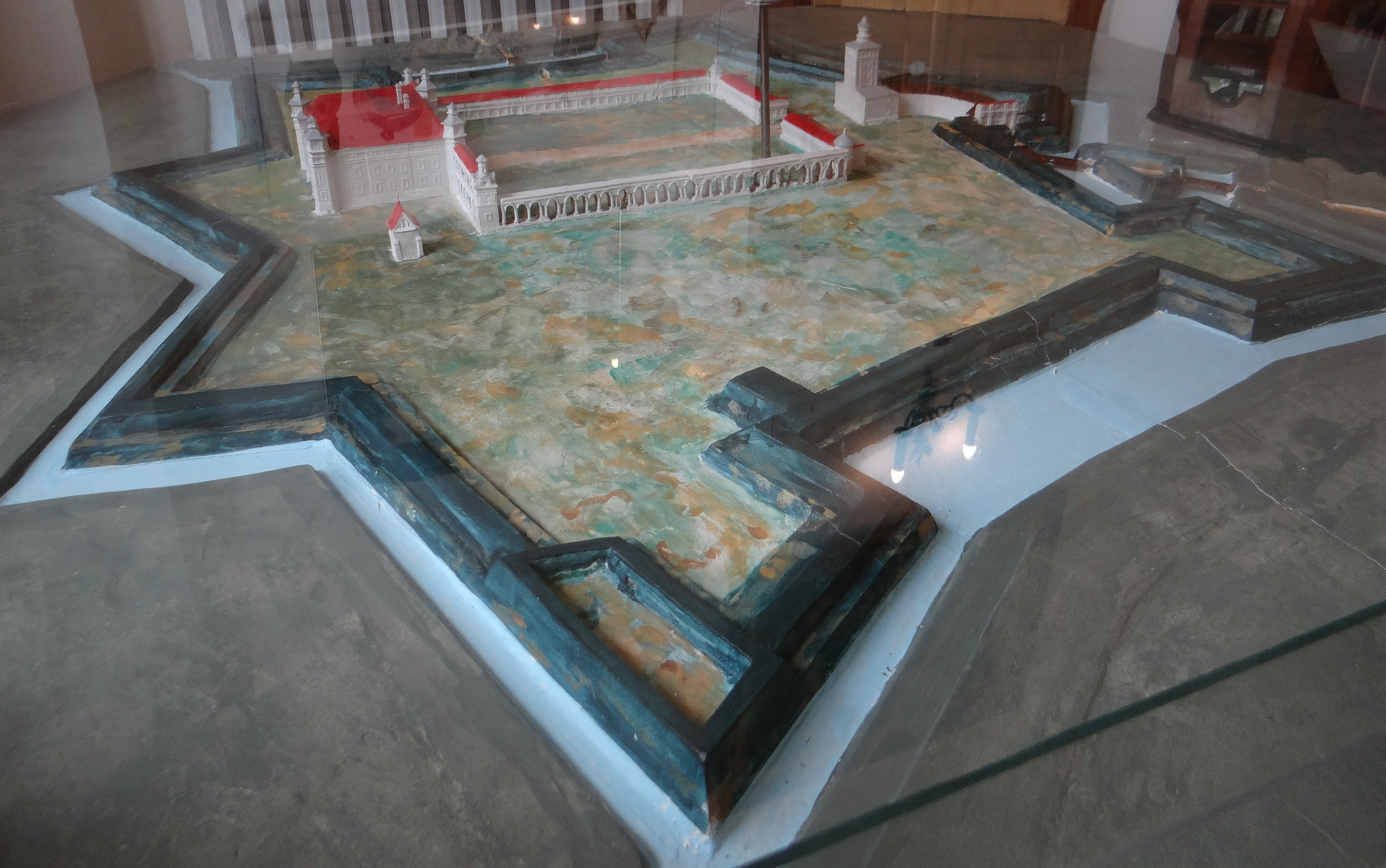
Makieta zamku w Białej
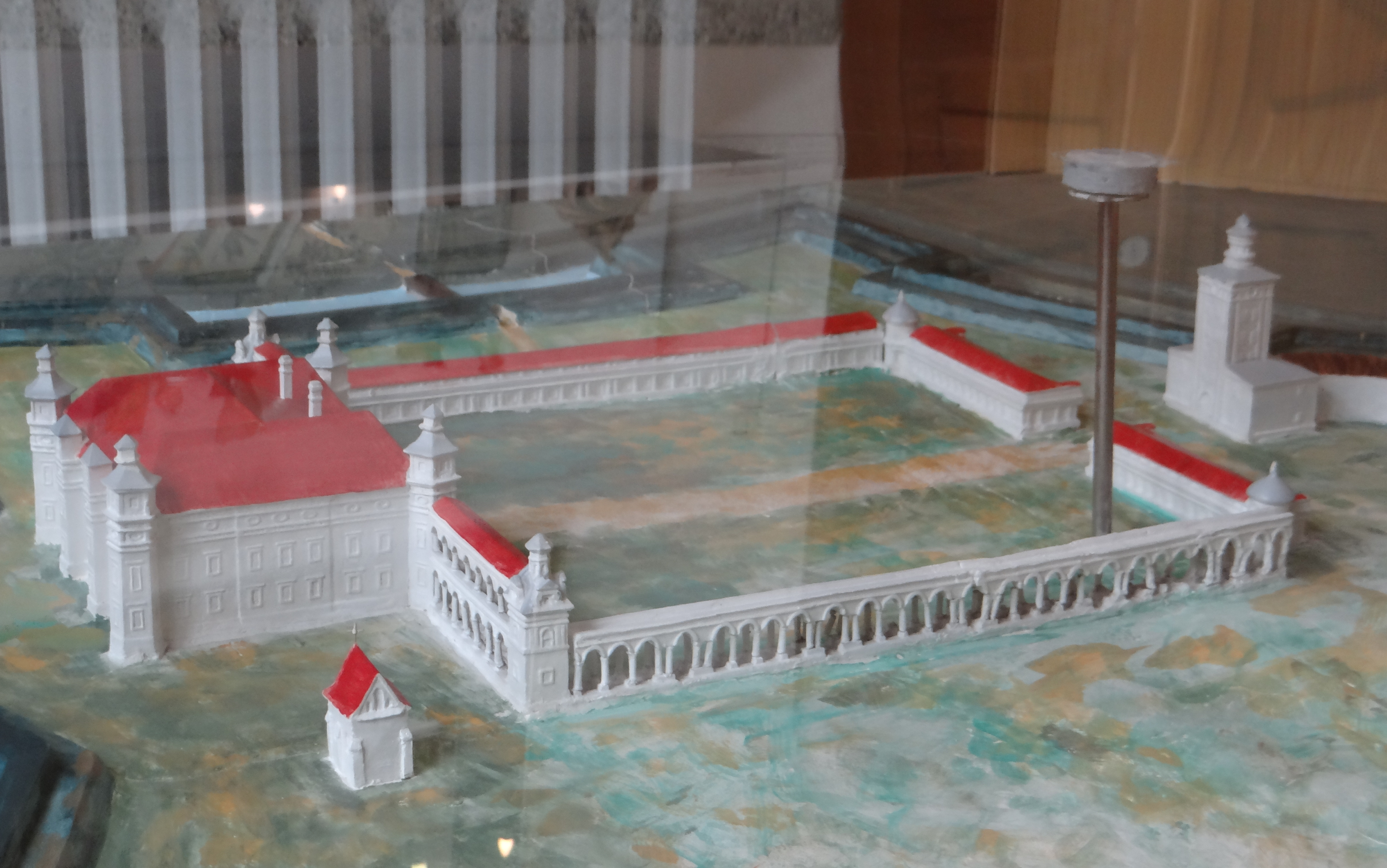
Makieta zamku w Białej